# Kadampa
A Kadampa (tibeti: བཀའ་གདམས་པ་, Wylie: bka' gdams pa) a tibeti buddhizmus egyik iskolája. Dromtön (1005–1064) tibeti világi mester, az indiai Atísa (982-1054) legkiválóbb tanítványa alapította, aki három saját tanítványának adta tovább az átadási vonalat. A Kadampa legközismertebb tanítása a bódhicsitta tanítások. Később ezeket a buddhista tanításokat Atísa lojongnak és lamrimnak nevezte.

## Kadam átadási vonalak
Atísa halála után legfőbb tanítványa, Dromtön szervezte meg a "Négy istenség és három dharma" hagyományvonalat, amelyben a gyakorló fel tudja fogni az összes szútra és tantra tanításait nem ellentmondásosként és amelyet kiegészítő módszerként lehet használni a megvilágosodás eléréséhez.
1056-ban alapította meg Dromtön a Reting kolostort (wylie: rwa sgreng) a Lhászától északra fekvő Reting Campo-völgyben, amely ezután az iskola székhelyévé vált. A közeli Phenpo Csu- és Gyama-völgyekben szintén létesültek Kadampa kolostorok.

### Írásos szövegek áthagyományozása
Putova (1031–1106) kapta meg a felelősséget Dromtöntől, hogy az írásos hagyományokat megőrizze - a hat kadampa értekezést és rejtett verbális szútra és tantra átörökítést.
Az általa megőrzött hat kadam értekezés:
- A Bodhiszattva szintek (szanszkrit Bodhisattvabhumi) - Aszanga
- A mahájána szútrák dísze (szanszkrit: Mahayanasutraalamkara) - Maitréja/Aszanga
- A bodhiszattva képzés rövid összefoglalója (szanszkrit: Shikshasamucchaya) - Santidéva
- Útmutató a bodhiszattva életúthoz (szanszkrit: Bodhisattvacharyavatara) - Sántidéva[2]
- Születéstörténetek koszorúja (szanszkrit: Dzsatakamala) - Árjadéva és
- Buddha válogatott mondásai (szanszkrit: Udanavarga) - a tibeti Dhammapada - Dharmatrata.

A hagyományok szerint a Monlam imafesztivál alkalmával felolvassák a Dzsátaka mesék (Születéstörténetek koszorúja) ötödik regéjét a reggeli összejövetelen. Szintén a kadmapák hagyományába tartoztak még az Udanavarga, a Bodhiszattvacsarjavatara és a Siksaszamuccsaja.
Az írásos hagyományoknak kétféle típusa létezett: az egyik a legvégső valósággal és az üresség bölcsességével, a másik a hétköznapi valósággal és a bódhicsitta tevékenységekkel kapcsolatban.
A hat kadam értekezést a bódhiszattva cselekedetek természetének magyarázatához használták. Az üresség bölcsességének tanításához a legfontosabb szövegek Nágárdzsuna üresség-filozófiáját használták, mint például A bölcsesség gyökere (szanszkrit: Múlamadhjamakakáriká), illetve egyéb indiai mesterek szövegmagyarázatait. Továbbá Atísa saját szövegmagyarázatait is felhasználták a két igazság tanához. Ezek voltak a régi kadam iskola legfőbb tananyagai.

## További olvasmányok
- 1. Dalai Láma, 14. Dalai Láma, Glenn H. Mullin (1993). Training the Mind in the Great Way, Snow Lion Publications, ISBN 0-937938-96-3
- Kongtrul, Jamgon (2000). The Great Path of Awakening: The Classic Guide to Using the Mahayana Buddhist Slogans to Tame the Mind and Awaken the Heart, Shambhala Publications, ISBN 1-57062-587-5
- Atísa, 14. Dalai Láma, Richard Sherburne (2000). The Complete Works of Atisa, The Lamp for the Path & Commentary, Aditya Prakashan, India, ISBN 81-7742-022-4
- Rinchen, Geshe Sonam és Sonam, Ruth (1997). Atisha's Lamp for the Path to Enlightenment, Snow Lion Publications, ISBN 1-55939-082-4
- Dzsinpa, Thupten (2005). Mind Training: The Great Collection (Library of Tibetan Classics), Wisdom Publications, ISBN 0-86171-440-7
- Tulku, Ringu (2007). The Ri-me Philosophy of Jamgon Kongtrul the Great: A Study of the Buddhist Lineages of Tibet, Shambhala Publications, ISBN 1-59030-464-0